# Uta Spott
Uta Spott ist eine ehemalige deutsche Radrennfahrerin und nationale Meisterin im Radsport.

## Sportliche Laufbahn
Uta Spott war im Straßenradsport und im Bahnradsport in der DDR aktiv. 1973 gewann sie die nationale Meisterschaft im Straßenrennen vor Sylvia Will und Elisabeth Onißeit.
Auf der Bahn wurde sie 1973 Vize-Meisterin im Sprint hinter Sylvia Will, 1975 hinter Andrea Fischer. 1974 kam sie in der Meisterschaft im Sprint auf den dritten Platz. Im Zeitfahren wurde sie 1973 Zweite der Meisterschaft und 1975 Dritte. In der Meisterschaft in der Einerverfolgung wurde Spott 1973 Dritte. 1975 siegte sie im Auswahlrennen Rund um den Felsenberg in Magdeburg. Spott startete für die BSG Lokomotive Eilenburg.